# Shai Maestro
Shai Maestro (5 de febrero de 1987) es un pianista de jazz israelí.

## Biografía
Shai Maestro comenzó a tocar el piano clásico a los cinco años y se graduó de la Escuela Secundaria de Artes Escénicas Thelma Yellin en Givataim, Israel. Después de ganar el Concurso Nacional de Conjuntos de Jazz Jazz Signs en 2002 y 2003, y recibir becas de 2004 a 2010 del Fondo Cultural Israelo-Estadounidense para piano de jazz, asistió al Programa de Actuación de Verano de Cinco Semanas del Berklee College of Music en Boston, donde se le concedió una beca para asistir a Berklee, oferta que debió rechazar.
Unas semanas más tarde, el bajista Avishai Cohen lo invitó a unirse a su trío junto al baterista Mark Guiliana. Grabó cuatro álbumes con el Avishai Cohen Trio, incluidos cuatro para el sello Blue Note: Gently Disturbed (2008), Sensitive Hours (2008), Aurora (2009) y Seven Seas (2011). En esos años realizó diversas giras con el trío.
En julio de 2010, Maestro formó un trío y grabó Shai Maestro Trio para el sello francés Laborie Jazz. El trío realizó una gira por el mundo, tocando hasta 80 conciertos por año y compartiendo escenarios con otros grupos de jazz, como los liderados por Chick Corea, Tigran Hamasyan, Esperanza Spalding y Diana Krall. En 2012, el trío lanzó su segundo álbum, The Road to Ithaca, para Laborie Jazz. A este le siguieron Untold Stories (2015) y The Stone Skipper (2016). Grabó The Dream Thief para el sello ECM, con Ofri Nehemya en la batería y Jorge Roeder en el bajo. El álbum fue grabado en el Auditorio Stelio Molo RSI de Lugano en abril de 2018, y fue producido por Manfred Eicher. Además de su trío, contribuyó a un álbum del vocalista Theo Bleckmann.

## Discografía
- Shai Maestro Trio (2012)
- The Road to Ithaca (2013)[8]
- Untold Stories (2015)
- The Stone Skipper (2016)
- The Dream Thief (2018)
- Human (2021)[9]